# Károly württembergi király
I. Károly württembergi király (németül: König Karl I. von Württemberg, teljes nevén Karl Friedrich Alexander; Stuttgart, 1823. március 6. – Stuttgart, 1891. október 6.) 1864–1891 között Württemberg királya. Homoszexualitása heves botrányokat kavart.

## Származása és ifjúkora
Károly herceg 1823 márciusában látott napvilágot I. Vilmos württembergi király és Paulina württembergi hercegnő második gyermekeként, egyben első fiaként. Szülei unokatestvéri rokonságban álltak; I. Vilmosnak már két felesége volt, mielőtt elvette volna Paulina hercegnőt.
Károly herceg gyermekkorát édestestvérei és apja előző házasságából származó két leánya társaságában töltötte el a stuttgarti királyi udvarban. Mikor serdülő korba lépett, szülei előbb a tübingeni, később a berlini egyetemre küldték tanulni. A trónörökös 1846. január 18-án Palermóban kötött eljegyzést I. Miklós orosz cár leányával, Olga Nyikolajevna orosz nagyhercegnővel. Olga nagyhercegnő nagyanyja, Marija Fjodorovna anyacárné egykor württembergi hercegnőként született, egyike volt Károly herceg nagyapja testvéreinek.
Az esküvőt 1846. július 13-án tartották Peterhofban. Szeptember 23-án a pár hatalmas ünnepségek közepette hazatért Württembergbe, ettől fogva többnyire a stuttgarti neoreneszánsz Villa Bergben, vagy a friedrichshafeni Kloster Hofenben éltek. A házaspárnak nem született gyermeke, elsősorban Károly herceg homoszexualitása miatt. A felek idővel elhidegültek egymástól; az egyetlen szoros kapcsot közöttük nevelt leányuk, Vera Konsztantyinovna orosz nagyhercegnő jelentette. Vera nagyhercegnő élete első éveit Oroszországban töltötte, ám ideggyengeséggel küszködött, ezért szülei nagynénjéhez, Olga Nyikolajevna nagyhercegnőhöz és Károly herceghez küldték gyógyulni. Vera Konsztantyinovna sikeresen felgyógyult, de mivel mind Károly, mind felesége a saját gyermekükként tekintettek a nagyhercegnőre, örökbe fogadták és maguk nevelték fel. A kötődés a házaspár és a nagyhercegnő között olyannyira erősnek bizonyult, hogy Vera Konsztantyinovna egy württembergi herceghez ment feleségül csak azért, mert így Károllyal és Olga Nyikolajevnával maradhatott.

## Uralkodása
Károly 1864. június 25-én, édesapja halála után foglalta el Württemberg trónját. Koronázását feleségéével egy napon, július 12-én tartották a fővárosban. Apja ugyan felvilágosult, szabadelvű politikát folytatott; de az új uralkodó hamar nyilvánvalóvá tette, hogy regnálása még I. Vilmos idejéhez képest is liberálisabb szellemben fog folyni. A miniszterelnöki székből menesztette Joseph von Lindent, helyét Karl von Varnbüler vette át. 1864. december 24-én kihirdette a teljes sajtószabadságot és a szabad társulási jogot, melyet még édesapja szüntetett meg. 1868. március 26-án bevezették a parlament alsó táblás képviselőinek megválasztására kiterjedő általános, egyenlő érvényű, közvetlen és titkos szavazati jogot.

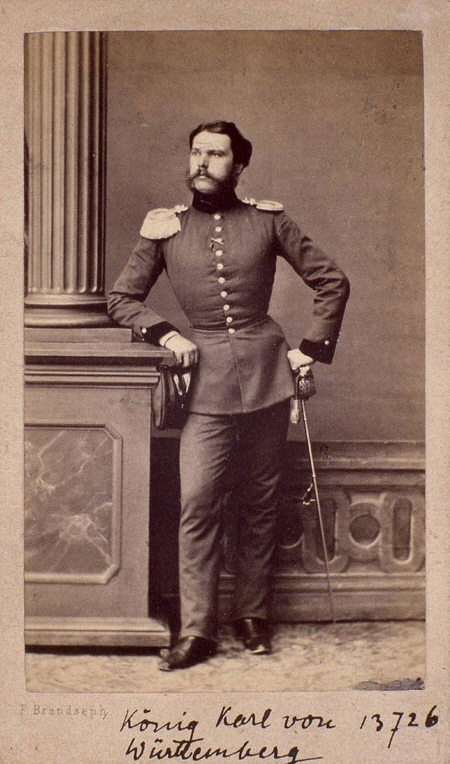
Károly király Georg Friedrich Brandseph felvételén

A Német Szövetség 1866-ban történő felbomlása Württemberget is érintette, lévén hogy az ország még Károly király nagyapja, Frigyes württembergi király uralkodása alatt csatlakozott a szövetséghez. A legtöbb dél-németországi államhoz hasonlóan a württembergi kormány még abban az évben titkos megállapodást írt alá Poroszországal. A poroszokkal kötött szerződés 1867-ben került nyilvánosságra, felszítva az addig is helyenként megnyilvánuló porosz-ellenességet. A királyi udvar és a württembergi kormány látszólag osztotta a nép véleményét, noha valóban Károly király és miniszterei a poroszokkal való hosszabb távú együttműködést fontolgatták az osztrák–württembergi kapcsolatok ellenében. Az uralkodó ugyancsak barátságos politikát folytatott sógorával, II. Sándor orosz cárral, aki 1870-ben felesége kíséretében meg is látogatta a württembergi uralkodópárt.
1870 novemberében Württemberg az utolsó különálló államok egyikeként csatlakozott az Északnémet Szövetséghez. A Szövetségből 1871-ben létrejött az egységes Német Császárság, melynek Württemberg is a tagállama volt. Az ország szuverenitását nagy mértékben korlátozták és az állam elvesztette korábbi jelentős nemzetközi szerepét. Ugyanakkor megerősödött a gazdasági helyzete, és a pénzügyi, kulturális és vasúti ügyek továbbra is a király és a kormány kezében maradtak, akárcsak a katonai adminisztráció, a posta és a távírószolgálat. A Német Császárság részeként a német császár beleszólhatott a württembergi politikusok kinevezésébe, Károly királynak többjüket menesztenie kellett. Ekkor vezették be az italadót, mely egészen 1887-ig maradt érvényben. 1867-től kezdve a miniszterelnöki pozíciót a korábbi pénzügyminiszter, Hermann von Mittnacht töltötte be.
1888-ban az uralkodó nemi beállítottsága nagy botrányt kavart Württembergben. A király 1883-tól kezdve tartott fenn szerelmi kapcsolatot az amerikai Charles Woodcockkal, akit különböző pozíciókba emelt: előbb a kamarásává nevezte ki, majd a „báró Woodcock-Savage” címet adományozta számára. Viszonyuk egyre inkább kezdett a publikum elé kerülni, a király nem egy alkalommal Woodcock társaságában mutatkozott hivatalos eseményeken. Ez villámgyorsan a sajtó figyelmébe került, novemberben pedig eljutott Otto von Bismarck kancellár fülébe is. Bismarck nyomban lépett az ügyben, nehogy Károly is az ugyancsak homoszexuális II. Lajos bajor király sorsára jusson. Bismarck herceg nyilvános feddésben részesítette a württembergi uralkodót, és felszólította, hogy távolítsa el a közeléből Woodcockot. Károly király kénytelen volt eleget tenni a kancellár parancsának: megfosztotta szeretőjét katonai rangjaitól, és visszaküldte őt az Egyesült Államokba. A király később mégis talált magának újabb partnert Wilhelm George, a királyi udvari színház igazgatójának személyében.
Mivel egyáltalán nem született fiúgyermeke, Károly király unokaöccsét, Vilmos herceget tette meg a trón várományosának. Vilmos herceg apai és anyai részről is a Württembergi-házból származott: édesanyja I. Vilmos király leánya, Katalin Friderika királyi hercegnő, édesapja Pál württembergi királyi herceg fia, Frigyes Károly herceg volt. 1891. október 3-án haldokló király visszatért szokásos friedrichshafeni nyári vakációjáról. A fővárosban érte a halál 1891. október 6-án. A stuttgarti Alten Schloss magántemplomában helyezték örök nyugalomra; egy évvel később az oldalára temették el feleségét.

## Fordítás
- Ez a szócikk részben vagy egészben a Carlo di Württemberg című olasz Wikipédia-szócikk ezen változatának fordításán alapul.  Az eredeti cikk szerkesztőit annak laptörténete sorolja fel. Ez a jelzés csupán a megfogalmazás eredetét és a szerzői jogokat jelzi, nem szolgál a cikkben szereplő információk forrásmegjelöléseként.
- Ez a szócikk részben vagy egészben a Karl I. (Württemberg) című német Wikipédia-szócikk ezen változatának fordításán alapul.  Az eredeti cikk szerkesztőit annak laptörténete sorolja fel. Ez a jelzés csupán a megfogalmazás eredetét és a szerzői jogokat jelzi, nem szolgál a cikkben szereplő információk forrásmegjelöléseként.